# Omezzine Khelifa
Omezzine Khelifa (arabe : أم الزين خليفة), née le 7 juillet 1982 à Carthage, est une femme politique et une militante tunisienne. Elle a étudié et vécu en France, puis est revenue en Tunisie en 2011.

## Biographie
Omezzine Khelifa naît et grandit dans une famille d'universitaires. Son père, Mounir Khelifa, est professeur de littérature anglaise à la faculté des lettres, des arts et des sciences humaines de l'université de La Manouba. Sa mère, Amina Arfaoui, est écrivaine et professeure de littérature allemande dans la même université. Elle a un frère, Melik Melek Khelifa, qui est médecin, chanteur, guitariste et compositeur. Son frère et sa femme, Jelena Dobric, ont créé Persona, un groupe de metal dirigé par des femmes en Tunisie. Elle effectue sa scolarité à Carthage, puis intègre l'École nationale supérieure d'informatique et de mathématiques appliquées de Grenoble (Ensimag), en France, en 2003.
Trois ans plus tard, en 2006, devenue ingénieure en télécommunications, elle commence à travailler dans le domaine de la finance, à Paris, travaillant notamment pour la Société générale. En 2011, la révolution dans son pays la décide à y revenir. Elle rejoint le parti politique Ettakatol. Après les élections, elle devient conseillère auprès des ministres du Tourisme en 2012-2013 et des Finances en 2013-2014. Elle sert pendant deux gouvernements de transition différents, puis devient consultante auprès d'institutions financières, dont la Banque mondiale,.
Dans le cadre de son engagement en faveur des droits des femmes, elle participe en 2013 à la création de Tha'era, un réseau de femmes arabes pour la parité et la solidarité. En 2015, elle participe également à la création de l'Alliance des femmes pour le leadership en matière de sécurité.
En 2014, le Forum économique mondial publie une nouvelle liste de jeunes leaders globaux, dans laquelle Omezzine Khelifa est désignée pour la région MENA,. Elle est la première Tunisienne à obtenir ce titre (suivie par Lina Ben Mhenni en 2015, Amira Yahyaoui et la parlementaire Wafa Makhlouf en 2016 et la secrétaire d'État Faten Kallel en 2017).
En 2015, elle devient boursière de la Hammamet Conference Series, puis boursière de l'institut Aspen pour le programme New Voices. En 2016, elle crée Mobdi'un-Creative Youth, une ONG travaillant sur l'inclusion sociale des adolescents par le sport, la culture, les arts et la technologie. En 2018, elle fait partie du premier groupe de boursiers de la Fondation Obama à l'université Columbia.